# African Communist
L’African Communist (le communiste africain en français) est un magazine du parti communiste sud-africain, présenté comme un forum de la pensée marxiste-léniniste. C'est un trimestriel, publié depuis octobre 1959. Une grande partie des numéros est disponible librement sur le site internet du journal.